# Джеймс Кемерон
Джеймс Фре́нсіс Ке́мерон (англ. James Francis Cameron; нар. 16 серпня 1954, Капускейсінг, провінція Онтаріо, Канада) — канадський кінорежисер та океанограф. Один з найуспішніших режисерів світу: 7 його картин зібрали понад 5,6 млрд доларів США. Він зняв два найкасовіші фільми в історії кінематографу: «Титанік» (1997), що здобув 11 премій Оскар (в тому числі «найкращий режисер», «продюсер» і «монтажник», які отримав Кемерон) і «Аватар» (2010), що здобув 3 премії Оскар і зібрав в світовому прокаті понад 2,7 млрд доларів. Джеймс Кемерон також є автором інших культових стрічок: «Термінатор» (1984), «Чужі» (1986), «Безодня» (1989) та «Термінатор-2. Судний день» (1991) і творцем образу Термінатора.

## Біографія
Народився в родині інженера. Після закінчення школи емігрував до Каліфорнії (США), де на початку 60-х вступив на фізичний факультет Каліфорнійського університету. Не закінчивши навчання, почав брати участь у виробництві фільмів, куди його залучив творець малобюджетних постановок Роджер Корман (компанія «Новий світ»).
У 2012 році Джеймс Кемерон став першою людиною, яка без супроводу спустилася на дно Маріанської западини в підводному апараті «Діпсі Челенджер» (англ. «Deepsea Challenger»; «Глибоководний Челенджер»).

## Кар'єра
Кар'єру режисера почав з виходу першого фільму Кемерона — Ксеногенезис у 1978 році.
У 1982 році вийшов фільм «Піранія 2: Нерест».
Загальне визнання, проте, отримав тільки у 1984 р., завдяки фільму «Термінатор». Вперше ідея про Термінатора до Кемерона прийшла тоді, коли він страждав від грипу в Італії. Тоді йому наснився страшний сон про машину, яка була відправлена з майбутнього, щоб вбити його. Сценарій до фільму був проданий своїй майбутній дружині — продюсеру Гейл Енн Герд, за символічну суму в 1 долар з умовою, що режисером фільму буде він. Велика кількість кінокомпаній були зацікавлені у фільмі, але в кінцевому підсумку була обрана компанія Hemdale. При скромному бюджеті $6 млн Джеймс створює фільм, який частково змінив кінематограф. Втілитися у образ Термінатора був обраний Арнольд Шварценеггер (хоча спочатку роль пропонували Ленсу Генріксену).
Кемерон продовжив успішну кар'єру з появою фільму «Чужі», що був створений 1986 року, як продовження фільму жахів «Чужий» (1979) режисера Рідлі Скотта.

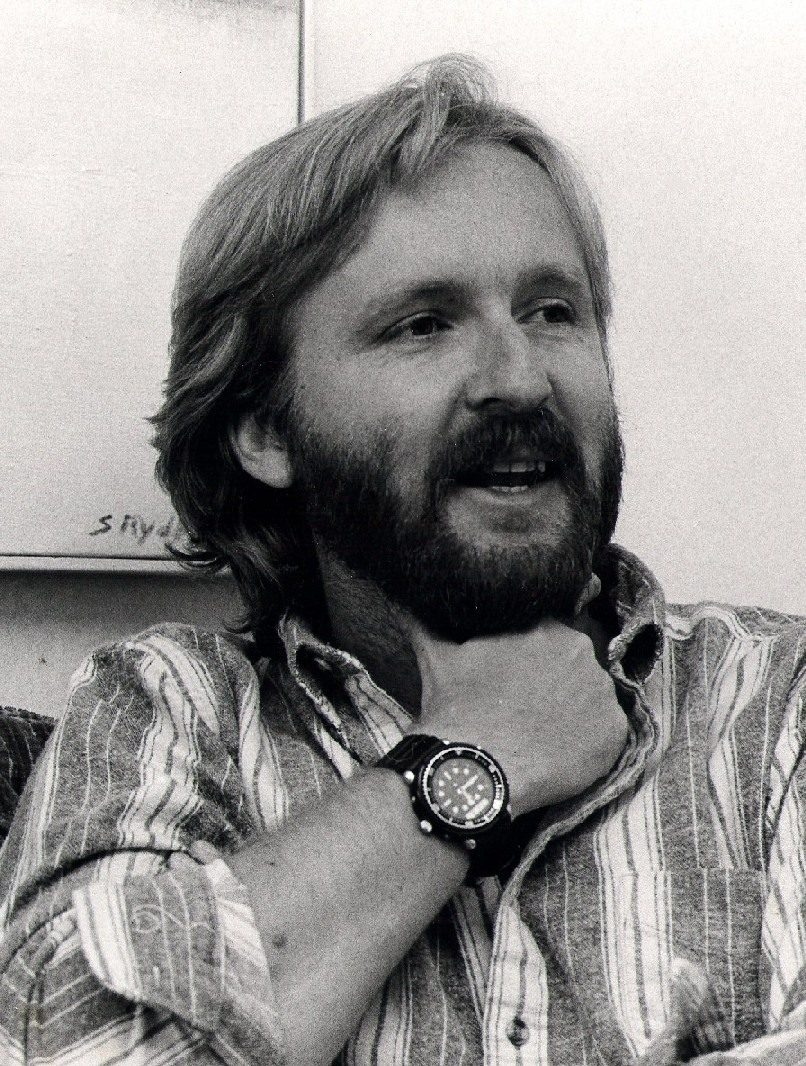
Джеймс Кемерон у 1986

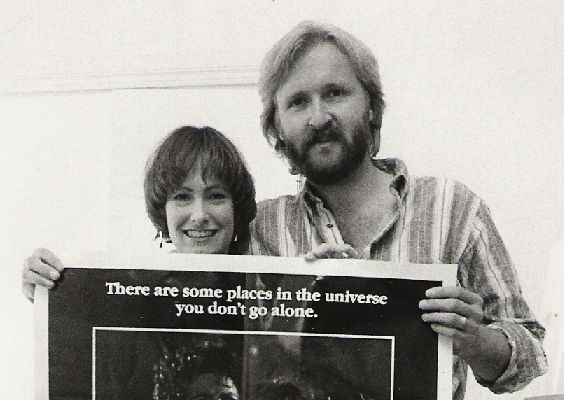
Творчий альянс продюсера Гейл Енн Герд та сценариста і режисера Джеймса Кемерона

Наступний фільм «Безодня» (1989) — це історія про науковців з підводної станції, які зіткнулися в глибинах океану з чимось чужорідного походження. Бюджет цього фільму — 70 мільйонів дол., він був одним із найдорожчих на той час. Значна частка коштів виділялася на підводну фотозйомку, оскільки спеціальні ефекти, які хотів Кемерон, у той час неможливо було зробити у студії. Щоб створити задумане, недобудовану електростанцію перетворили на величезний резервуар, наповнений водою. Фільм отримав «Оскара» за спецефекти, а в прокаті зібрав лише 54 млн дол.
У 1990 році, разом з продюсером Ларрі Казановим, Кемерон заснував кіно-продюсерську компанію Lightstorm Entertainment.
Після феноменального успіху «Термінатора», Кемерон розпочав переговори про його продовження. Однак він не квапився. Він очікував часу, коли спецефекти будуть такими, аби повністю втілити свою ідею фільму — створити ілюзію боротьби робота з рідкого металу, який може змінити зовнішній вигляд як забажає. Прем'єра фільму «Термінатор 2: Судний день» була відкладена через суперечку про авторські права. Однак 1991 року було укладено угоду з Маріо Кассаром, директором «Carolco Pictures», що сприяло своєчасному виходу фільму на екрани. Бюджет першого фільму був $ 6 млн, але у другому стільки коштували тільки спецефекти. Сцена зміни форми Термінатора Т-1000 триває трохи більше трьох з половиною хвилин, але праця над нею коштувала кілька місяців редакційної роботи. Спочатку Маріо Кассар дає Кемерону бюджет у 70 мільйонів, але пізніше він був збільшений до більш ніж 100 мільйонів доларів. Фільм побив всі рекорди перегляду у кінотеатрах, зібрав 200 мільйонів у Сполучених Штатах і більше 300 мільйонів за кордоном. Крім того, він виграв чотири нагороди Оскар — за грим, спеціальні ефекти, звукові та візуальні ефекти. Фільм став одним з найуспішніших в історії кіно.
Повне визнання до Кемерона прийшло після «Титаніка» (1997), де у головних ролях Леонардо Ді Капріо, Кейт Вінслет і Біллі Зейн. Цей фільм також став найприбутковішим в історії кіно. З бюджетом $ 200 млн, фільм приніс більш ніж 1,8 млрд касових зборів. За цей фільм він також отримав 11 «Оскарів», в тому числі за найкращий фільм, найкращу режисуру.
Останній фільм Кемерона — «Аватар» (2009). Прем'єра відбулася 17 грудня 2009 року. Фільм користувався винятковим успіхом в українському та світовому прокаті, ставши найкасовішим фільмом в історії світового кіно зі зборами у понад 2,7 млрд доларів. В Україні фільм теж встановив касовий рекорд, зібравши 8,6 млн доларів, попередній рекорд становив трохи більше 4 млн.
26 березня 2012 року Джеймс Кемерон здійснив занурення на дно Маріанського жолоба на одномісному батискафі Deepsea Challenger, що був розроблений і побудований на його замовлення. Він став третьою людиною, яка туди спустилася (після Жака Пікара і Дона Волша, які 23 січня 1960 року першими досягли дна Маріанського жолоба на борту батискафа Трієст). В ході занурення він досягнув дна на глибині в 10 898 метрів. Кемерон взяв зразки порід і живих організмів і провів кінозйомку, використовуючи 3D камери. Зняті ним кадри ляжуть в основу науково-документального фільму каналу National Geographic.
В жовтні 2012 року повідомлялося, що Кемерон займеться екранізацією роману «The Informationist» Тейлора Стівенса відразу по закінченню роботи над другою та третьою частинами Аватара
У 2022 році 16 грудня у кіно відбулась прем'єра «Аватар: Істота Води». Камерон також заявив що збирається випустити ще 3 частини «Аватар», третю у 2025 р., четверту у 2029 та п'яту у 2031. 

## Особисте життя
Був одружений п'ять разів. Дружини: Шерон Вільямс (Sharon Williams, 1978—1984), Гейл Герд (Gale Anne Hurd, 1985—1989), Кетрін Біґелоу (1989—1991), Лінда Гамільтон (Linda Hamilton, 1997—1999, спільна дочка), Сьюзі Еміс (Suzy Amis, 2000-дотепер, спільні один син і дві дочки). Пані Еміс грала епізодичну роль у фільмі «Титанік».

### Веганство
В 2012 році Джеймс, його жінка та його діти стали веганами. Камерон пояснює, що «Міняючи свою їжу, Ви міняєте повністю контракт між людьми та світом природи».
Дружина Джеймса Сьюзі Еміс разом із своєю сестрою заснували школу «МУЗА». В цю школу відправили вчиться дітей Камеронів. Згодом кількість учнів виросла до 140 учнів. Із вересня 2015 року планується, що школа стане повністю веганською.
Коли Камерона запитали, як найкраще людина може допомогти у справі збереження клімату, Камерон відповів: «Припинити їсти тварин».

## Фільмографія

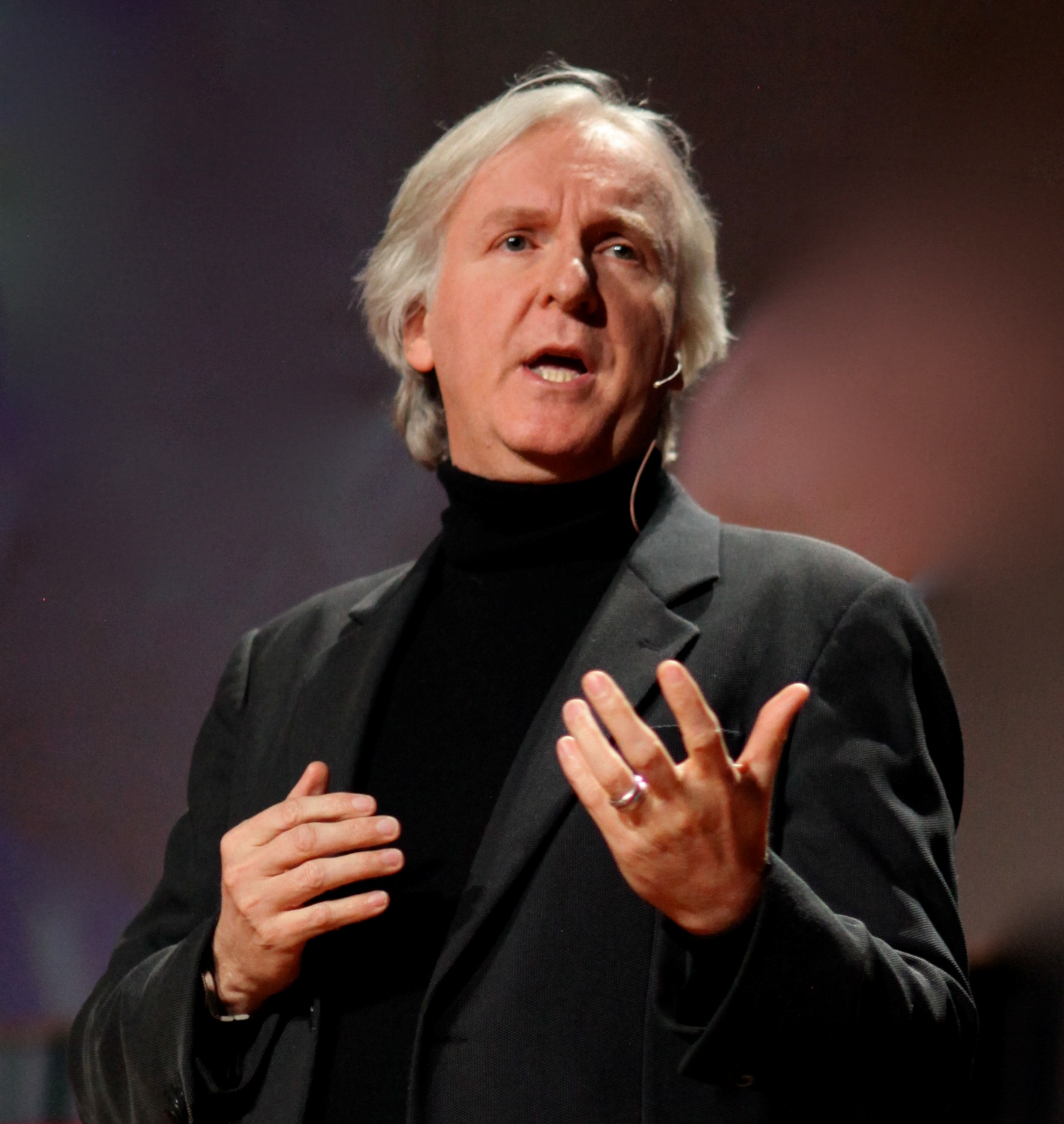
Кемерон в лютому 2010

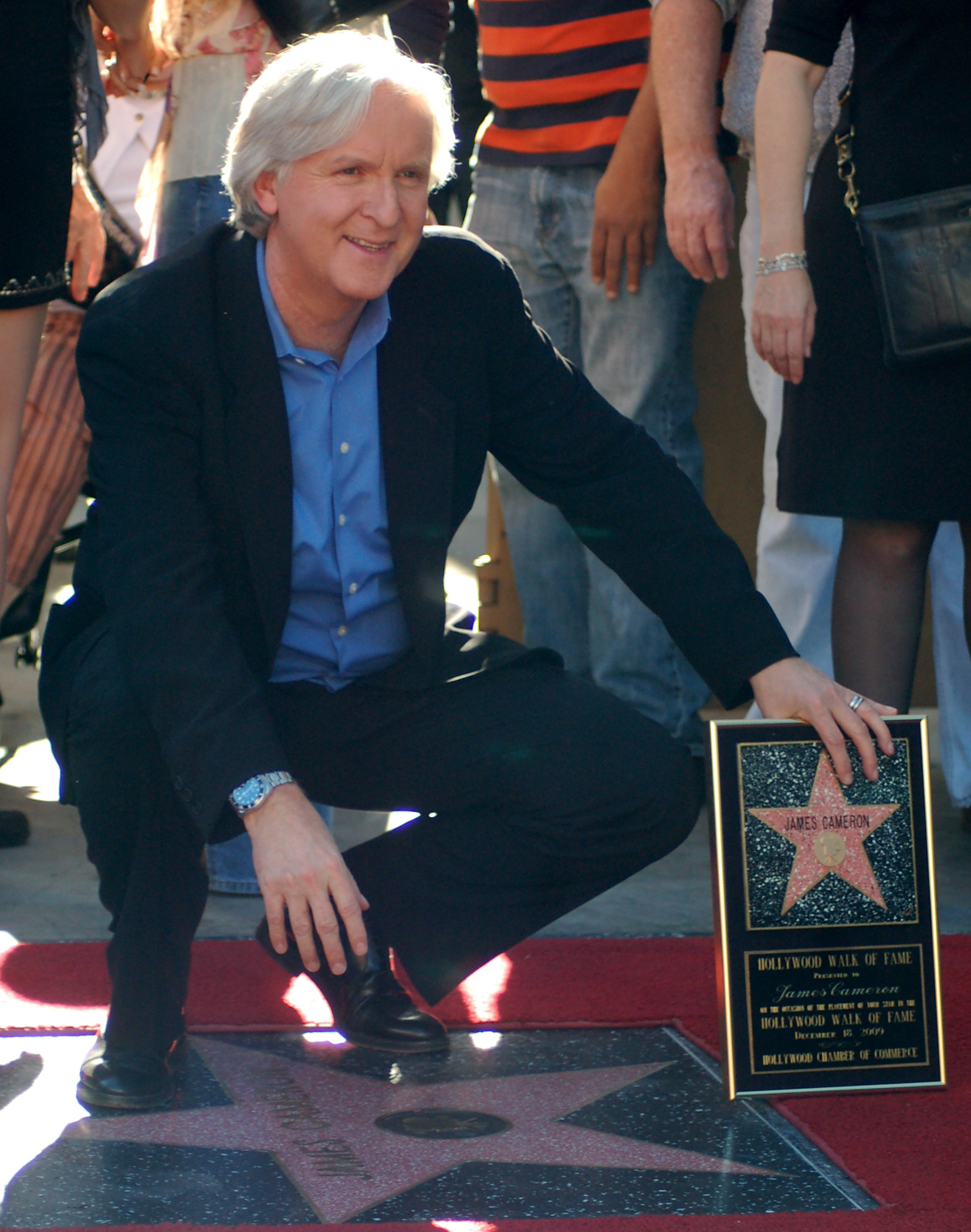
Джеймс Кемерон на відкритті своєї зірки на Голлівудській Алеї Слави, 18 грудня 2009

| Рік  | Оригінальна назва             | Назва українською             | Примітки                                    |  |
| ---- | ----------------------------- | ----------------------------- | ------------------------------------------- |  |
| 1978 | Xenogenesis                   | Ксеногенезис                  | Режисер, сценарист, продюсер                |  |
| 1981 | Piranha II: The Spawning      | Піранья 2: Нерест             | Режисер                                     |  |
| 1984 | The Terminator                | Термінатор                    | Режисер, сценарист                          |  |
| 1985 | Rambo: First Blood Part II    | Рембо: Перша кров, частина ІІ | Сценарист                                   |  |
| 1986 | Aliens                        | Чужі                          | Режисер, сценарист                          |  |
| 1989 | The Abyss                     | Безодня                       | Режисер, сценарист                          |  |
| 1991 | Point Break                   | На гребені хвилі              | Виконавчий продюсер                         |  |
| 1991 | Terminator 2: Judgment Day    | Термінатор 2: Судний день     | Режисер, сценарист, продюсер                |  |
| 1994 | True Lies                     | Правдива брехня               | Режисер, сценарист, продюсер                |  |
| 1995 | Strange Days                  | Дивні дні                     | Сценарист, продюсер                         |  |
| 1997 | Titanic                       | Титанік                       | Режисер, сценарист, продюсер, монтаж        |  |
| 2002 | Solaris                       | Соляріс                       | Продюсер                                    |  |
| 2002 | Expedition: Bismarck          | Експедиція: Бісмарк           | Документальний. Режисер, продюсер           |  |
| 2003 | Ghosts of the Abyss           | Привиди безодні: Титанік      | Документальний. Режисер, продюсер, актор    |  |
| 2005 | Aliens of the Deep            | Чужі з безодні                | Документальний. Режисер, продюсер, оператор |  |
| 2009 | Avatar                        | Аватар                        | Режисер, сценарист, продюсер, монтаж        |  |
| 2011 | Sanctum                       | Санктум                       | Виконавчий продюсер                         |  |
| 2012 | Cirque du Soleil: Worlds Away | Цирк дю Солей: Казковий світ  | Ексклюзивний продюсер                       |  |
| 2022 | Avatar 2                      | Аватар 2                      | Режисер, сценарист, продюсер, монтаж        |  |
| 2025 | Avatar 3                      | Аватар 3                      | Режисер, сценарист, продюсер                |  |
| 2029 | Avatar 4                      | Аватар 4                      | Режисер, сценарист, продюсер                |  |
| 2031 | Avatar 5                      | Аватар 5                      |                                             |  |

## Цікаві факти
У жовтні 2013 року новий вид жаб Pristimantis jamescameroni з Венесуели був названий на його честь, у знак визнання його заслуг в захисті довкілля, на додаток до його публічної промоції веганізму.